# SN 2003ft
SN 2003ft – supernowa odkryta 24 kwietnia 2003 roku w galaktyce A142039+5254. W momencie odkrycia miała maksymalną jasność 24,00m.